# Anfesta
Anfesta es una localidad española del municipio de La Molsosa, perteneciente a la provincia de Lérida, en la comunidad autónoma de Cataluña.

## Toponimia
El nombre del lugar puede encontrarse referido con las grafías Anfesta y Enfesta.

## Historia
Hacia mediados del siglo XIX, el lugar, por entonces con ayuntamiento propio, tenía contabilizada una población de 46 habitantes. La localidad aparece descrita en el segundo volumen del Diccionario geográfico-estadístico-histórico de España y sus posesiones de Ultramar de Pascual Madoz de la siguiente manera:

ANFESTA: l. con ayunt. en la prov. de Lérida (12 leg.), part. jud. de Solsona (4 1/2), adm. de rent. de Cervera (5 1/2), aud. terr. y c. g. de Cataluña (Barcelona 13), dióc de Vich: sit. en terreno montuoso con buena ventilacion y clima, aunque frio, bastante saludable. Tiene 12 casas de mediana fábrica, parte de ellas alrededor de un cast. cuya estructura denota ser del tiempo de los moros, y las demas esparcidas en varias direcciones, y una igl. parr. aneja de la de Colonja (prov. de Barcelona), cuyo párroco pasa á decir misa los días festivos y á administrar los sacramentos en caso de necesidad. Confina el térm. por N. con el de Pinós, por E. con el de San Pedro dels Archs, por S. con el de Calaf, y por O. con el de Calonja, de cuyos puntos dista 1/2 leg. poco mas ó menos. El terreno es áspero y quebrado; en diversos parages del mismo brotan fuentes, cuyas buenas aguas utilizan los vec. para surtido de sus casas y abrevadero de sus ganados, dando tambien origen á un riach llamado Riubregós; abraza 1,500 jornales de tierra, de los que hay en cultivo 30 de segunda calidad y 68 de tercera, en lo demas del térm. se crian bosques de árboles, arbustos y maleza, que proporcionan leña para construccion y combustible. Prod.: trigo, cebada, legumbres y algun vino; cria ganado vacuno, lanar y cabrio, y hay caza de varias especies. Ind., ademas de la agricultura se dedican los habit. á elaborar yeso con abundancia. Pobl.: 12 vec., 46 almas.
(Madoz, 1845, p. 308)

En la actualidad pertenece al municipio de La Molsosa. En 2022, tenía empadronados 27 habitantes.

## Patrimonio
En la localidad se encuentra el castillo de Enfesta.